# Römische Niederlassung auf dem Frankfurter Domhügel
Die Römische Niederlassung auf dem Frankfurter Domhügel war eine römische Siedlung unbekannter oder wechselnder Funktion auf dem Domhügel des Kaiserdoms St. Bartholomäus in der Altstadt von Frankfurt am Main. Die Baureste, die heute zusammen mit den Resten der Königspfalz Frankfurt in der Ausstellung Kaiserpfalz Franconofurd konserviert sind, wurden aufgrund der frühen Zeitstellung und Topographie zunächst für militärisch gehalten, obwohl keine Befestigungsanlagen oder klar erkennbare Bauten Römischer Militärlager entdeckt wurden. In der neueren archäologischen Forschung wird die Zuordnung meist offengelassen, weil das Areal später stark überbaut wurde und wichtige Teile der Anlage in späterer Zeit zerstört wurden. Einige der erkennbaren römischen Bauten könnten aber auch zu einer Zivilsiedlung, einer Straßenstation, einem Praetorium oder einer Villa rustica gehört haben.

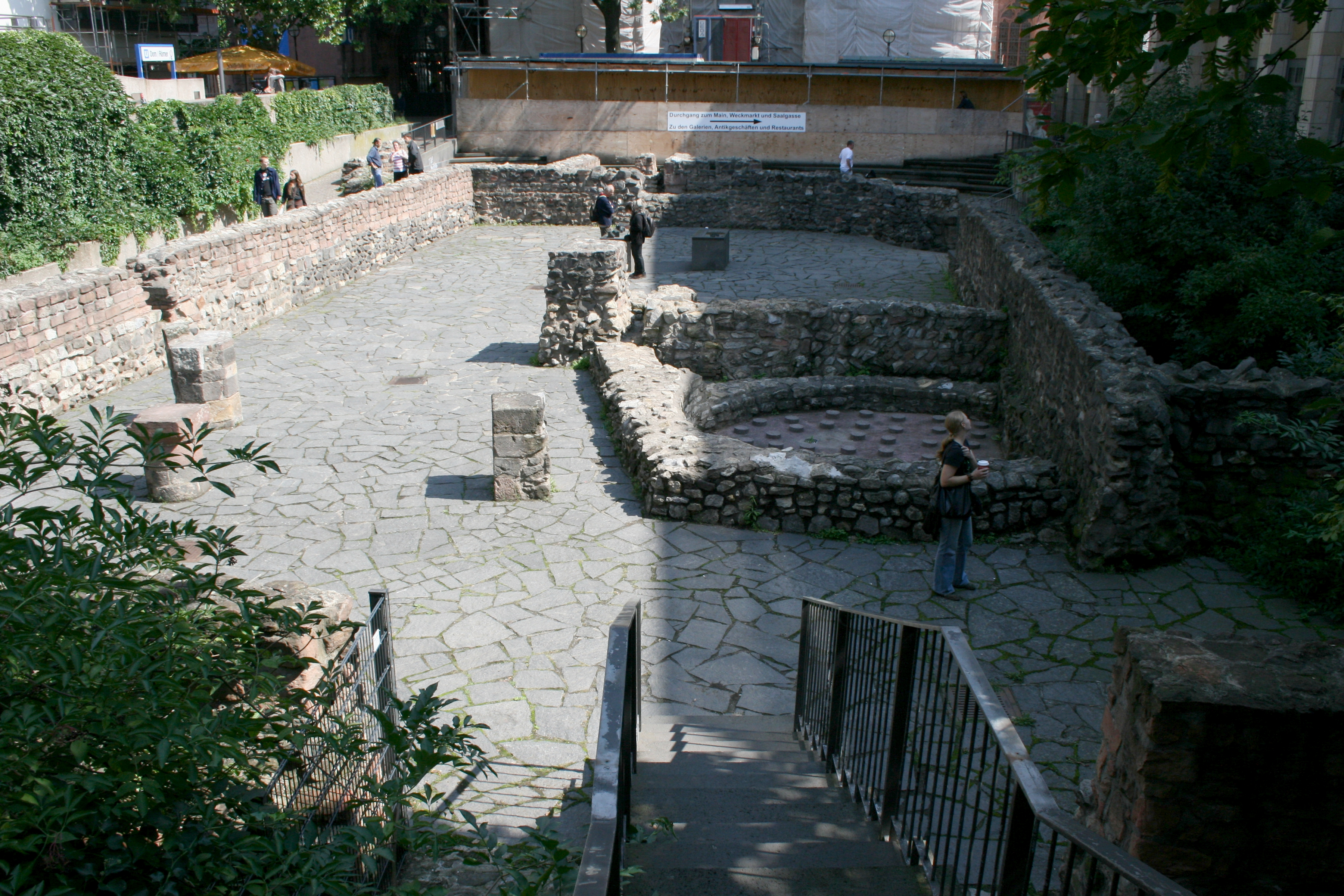
Ansicht des ehemaligen Archäologischen Gartens von der Westseite, im Vordergrund der hypokaustierte Rundbau aus der ersten Bauphase

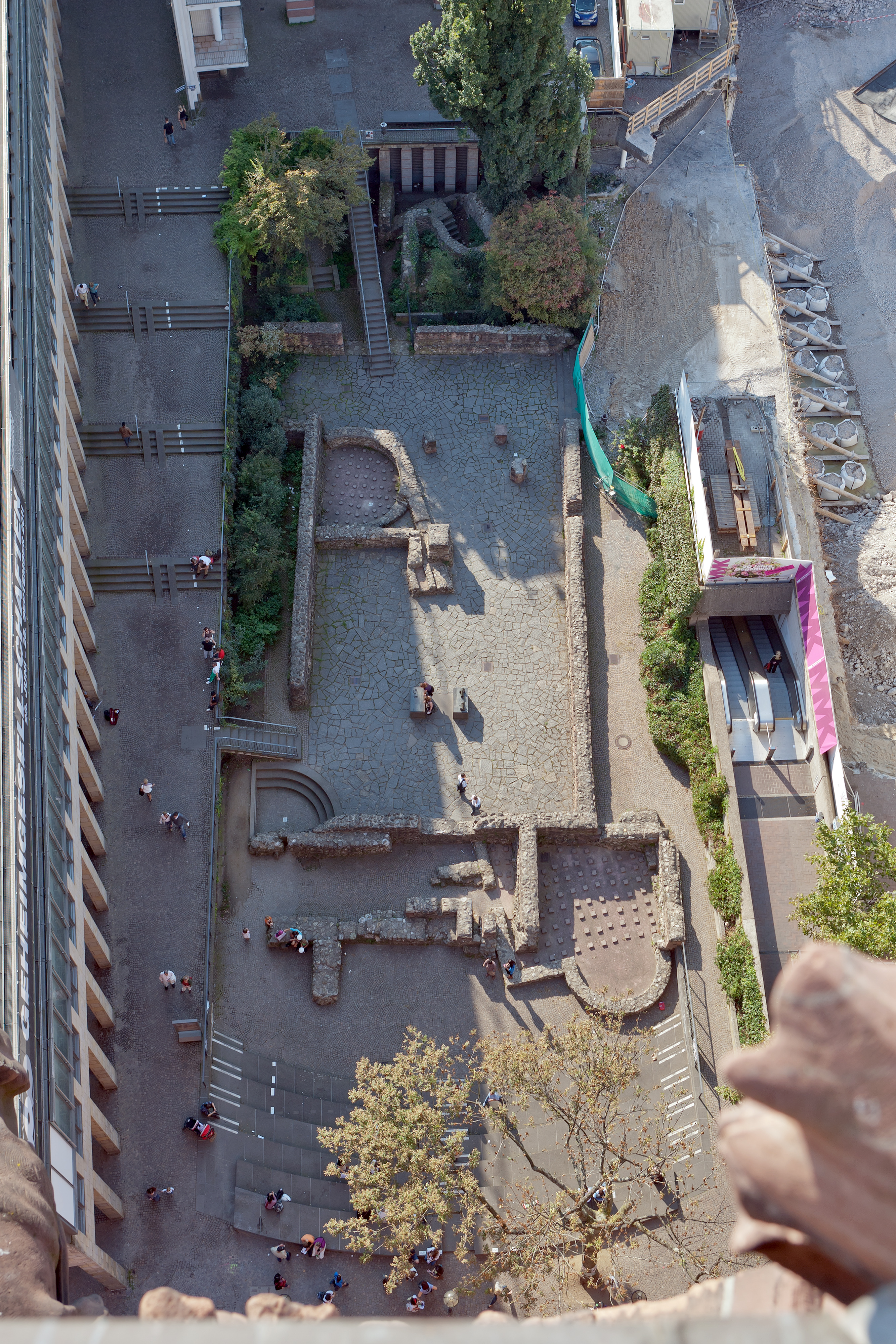
Blick vom Domturm in den Archäologischen Garten, September 2011

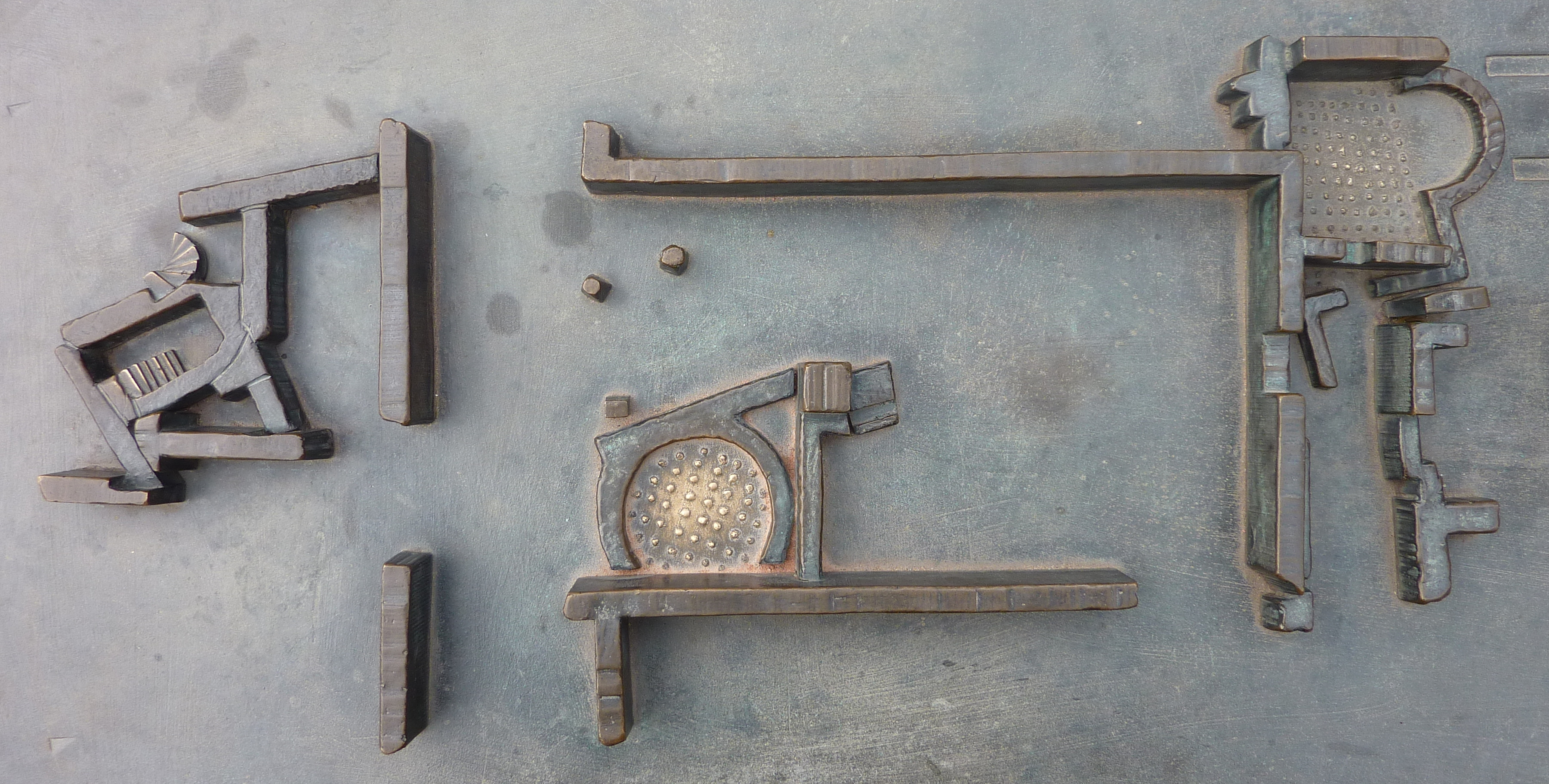
Bronzemodell mit den Grundmauern römischer Gebäude und der karolingischen Pfalz

## Topographie
Weite Teile der Frankfurter Altstadt mit dem Dom liegen auf einer deutlich erkennbaren Erhöhung, die zum südlich vorbeifließenden Main abfällt. Im Westen schließt sich der Römerberg an, während sich östlich von Dom und Fahrgasse das sumpfige Fischerfeld befand, das auch im Mittelalter aus diesem Grund lange unbebaut blieb. Nördlich der Erhöhungen verlief annähernd parallel zum Mainufer die Braubach („Bruchbach“), ein Altarm des Mains und bildete ein natürliches Annäherungshindernis, das später von der ersten Frankfurter Stadtmauer genutzt wurde. Die heutige Braubachstraße entspricht ungefähr ihrem Verlauf.
Kalkfelsen im Main südlich der oft als Dominsel bezeichneten flachen Hügel bildeten eine Furt. In römischer Zeit liefen hier mehrere Römerstraßen zusammen, welche die Möglichkeit zur Flussüberquerung nutzten. Reste von hölzernen Brückenpfählen, die lange als Indiz für eine römische Brücke gewertet wurden, haben sich durch dendrochronologische Untersuchungen als mittelalterlich (1450) erwiesen. Ob die Römer diesen wichtigen, später für Frankfurt namensgebenden Flussübergang trotz ihres technischen Könnens nur als Furt nutzten, muss fraglich bleiben. Gesicherte römische Mainbrücken existierten bei den Kastellen Großkrotzenburg und Hanau-Salisberg. Über den Flussübergang verlief die kürzeste Verbindung zwischen den Civitas-Hauptorten Nida-Heddernheim (Civitas Taunensium) und Dieburg (Civitas Auderiensium).

## Geschichte
Die günstige topographische Lage führte dazu, dass der Siedlungsplatz mindestens seit der frühen Kaiserzeit mehrmals aufgesucht wurde. Aus vorflavischer Zeit liegen mehrere germanische Einzelfunde vor, die über den gesamten Siedlungsbereich streuen. Einzelne Keramikscherben aus augusteischer Zeit lassen möglicherweise auch an eine Besetzung des Domhügels während der Germanenfeldzüge denken.
In der Regierungszeit Kaiser Vespasians wurde das Untermaingebiet in den 70er Jahren n. Chr. erneut von römischen Truppen besetzt. Aus dieser Zeit ist aber nur ein runder Thermenbau und ein dazugehöriger Abwasserkanal nachgewiesen. Der Boden des Kanals bestand aus Ziegeln, die Stempel der Legio XIIII Gemina aufwiesen. Die Fundamente des Rundbaus sind im Archäologischen Garten konserviert. Weitere Gebäude sind nicht bekannt. Die Anlage wurde wahrscheinlich im Saturninusaufstand 88/89 n. Chr. zerstört.
Daraufhin wurde ein weiteres Badegebäude angelegt, das von allen Gebäuden am weitesten ergraben werden konnte. Ziegelstempel verschiedener Truppen belegen, dass es sich um einen militärischen Bau handelte. Es befindet sich in Teilen im Osten des Archäologischen Gartens und ähnelt von der Größe und der Bauweise stark den Badegebäuden der Kastelle des Odenwaldlimes, weshalb ein entsprechendes Numeruskastell vermutet wurde. Ein zugehöriges Kastell hätte demnach die Größe von etwa 0,6 ha bei einer Besatzung von 150 Mann. Es wurde östlich des Bades unter dem Dom vermutet, davon aber keinerlei Reste aufgefunden. Ein weiteres, unvollständig erhaltenes Gebäude am westlichen Ende des Archäologischen Gartens (ehemals im dortigen Tuchgaden/heutige Schirn Kunsthalle aufgefunden) gehört ebenfalls zu dieser Bauphase, ebenso die Reste eines Wasserbeckens nahe der Rolltreppe zum U-Bahnhof Dom/Römer (nicht rekonstruiert, teilweise auch als Nymphaeum angesprochen).
In der Regierungszeit Kaiser Trajans gelangte das Gebiet an die zivile Verwaltung der Civitas Taunensium mit dem Hauptort Nida im nahe gelegenen Frankfurt-Heddernheim. Die militärische Nutzung des Platzes wurde aufgegeben, während sich der Siedlungsschwerpunkt in römischer Zeit im nordwestlichen Teil des heutigen Frankfurt befand. Auf dem Domhügel folgte eine zivile Nutzung, zu der mehrere, teilweise hypokaustierte Wohngebäude nördlich des Archäologischen Gartens (am ehemaligen Hühnermarkt/später Technisches Rathaus, nicht sichtbar) sowie eine Hofmauer gehörten. Zur Errichtung der Gebäude wurde teilweise Abbruchschutt der vorherigen Militärbauten verwendet. Der rechtwinklige Mauerzug der äußeren Begrenzung erinnert stark an die übliche ländliche Siedlungsform der Villa rustica. Möglicherweise besaß die Anlage eine besondere Funktion als Straßenstation oder Stapelplatz für Waren. Die sehr ausschnitthaft ergrabenen Baureste in der Nähe zu nachgewiesenermaßen öffentlichen Bauten haben weiterhin zu der Annahme eines Praetoriums geführt, wobei die Ähnlichkeit des Gebäudes im Tuchgaden zu einem Gebäude in Oedenburg-Westergass (Haut-Rhin) angeführt wurde.
Das Ende der römischen Besiedlung kam mit dem Untergang des Limes um 260 n. Chr. Einige Jahrzehnte nach dem Abzug der Römer ließen sich Alamannen in den Ruinen nieder. Neben der handgedrehten germanischen Gefäßkeramik zeugen davon Funde römischer Importwaren wie Terra Sigillata und Glasgefäße. Die späteste Münze datiert in die Regierungszeit Kaiser Constantius II. Vermutlich bestand diese Siedlung über die Zeit der fränkischen Landnahme hinaus. Teile der römischen Gebäude wurden in den merowingischen Königshof miteinbezogen, welcher der späteren Königspfalz vorausging.

## Forschungsgeschichte
Der damals umstrittene römische Ursprung Frankfurts wurde im November 1889 erstmals belegt, als bei Kanalarbeiten westlich des Doms römischer Schutt und der erwähnte römische Kanal entdeckt wurden. Aufgrund der Funde von Militärziegeln war Adam Hammeran sofort sicher, an diesem Kreuzungspunkt der Mainuferstraße mit einer natürlichen Furt auf ein römisches Kastell gestoßen zu sein. Nach weiteren Grabungen auf dem Hühnermarkt 1895–1897 lagen bereits Funde von 17 Militärziegeln vor. Dies veranlasste Georg Wolff, auf dem Domhügel zwingend ein Kastell anzunehmen. Das Kastell Frankfurt wurde 1915 nachträglich unter der Nummer 27a in das Limeswerk aufgenommen.
Der Luftangriff am 22. März 1944 mit vollständiger Zerstörung der Altstadt bot in der Nachkriegszeit die Möglichkeit weiterer Untersuchungen. Diese wurden mit Unterbrechungen zwischen 1953 und 1973 vom Museum für Vor- und Frühgeschichte (heute Archäologisches Museum Frankfurt) unter Hans Jürgen Hundt und Ulrich Fischer durchgeführt. Die durch spätere Besiedlung stark zerstörten römischen Befunde konnten allerdings nur in geringem Umfang ergänzt werden. Bedeutender war für diese Grabungsepoche die Entdeckung der karolingischen Pfalz. Die römischen Grabungsbefunde wurden 1982 von Jürgen Wahl im Rahmen seiner Dissertation publiziert.

## Ausstellung Kaiserpfalz Franconofurd

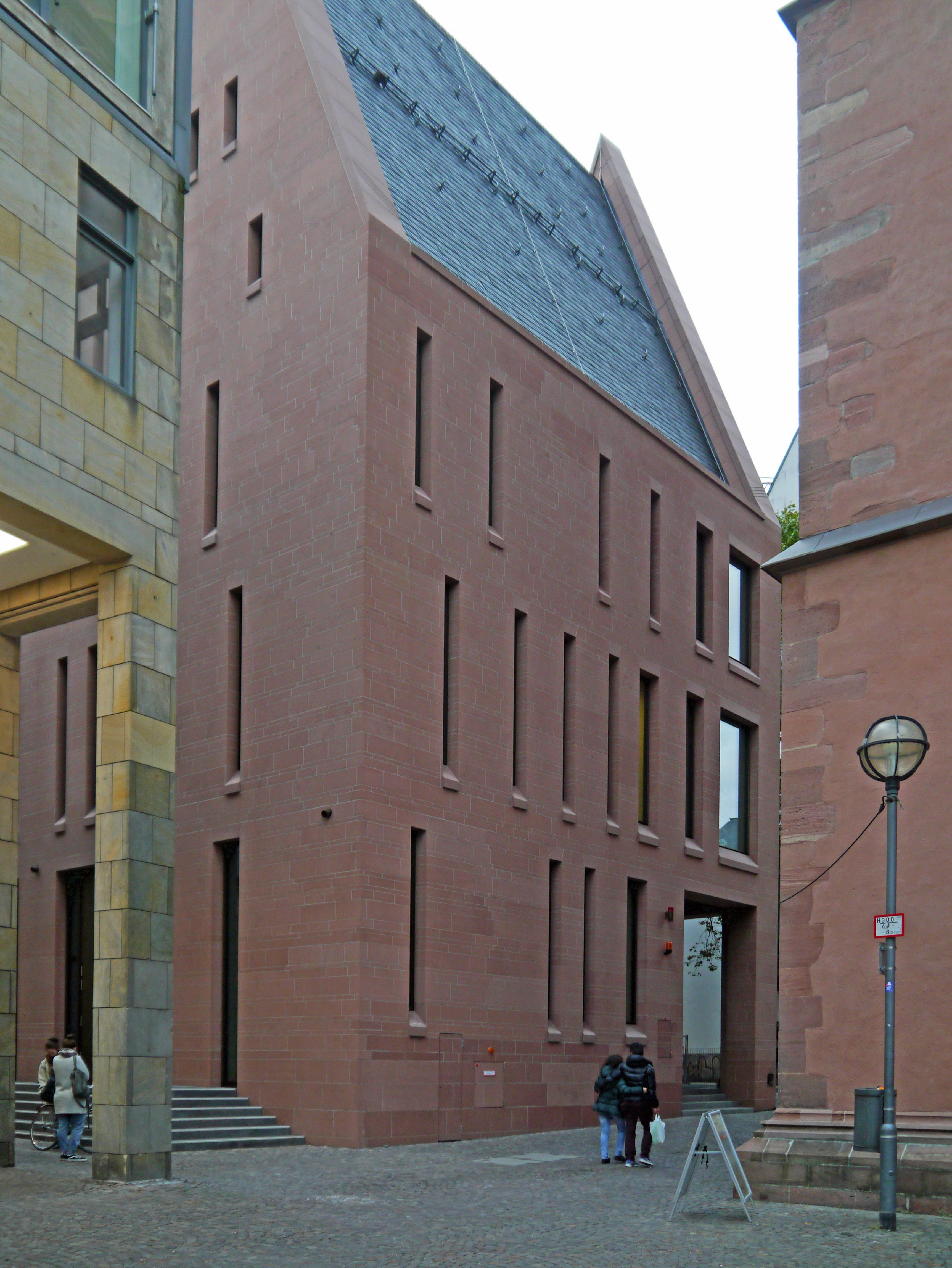
Stadthaus 2016

Fundamente der römischen Gebäude werden zusammen mit den Grundmauern der merowingischen und der karolingischen Pfalz in der Ausstellung Kaiserpfalz Franconofurd präsentiert, die den ehemaligen archäologischen Garten ersetzt. Der Garten entstand 1972–1974 beim Bau der U-Bahn-Station „Dom/Römer“. Zwei Bronzemodelle verdeutlichten die verschiedenen Gebäude der Römerzeit und des Mittelalters. Im Zuge der Realisierung des Dom-Römer-Projekts wurde der Archäologische Garten 2012 bis 2016 mit dem sogenannten Stadthaus überbaut. Die Mauerreste bleiben der Öffentlichkeit durch die Außenstelle des Archäologischen Museums zugänglich, nun allerdings vor Witterungseinflüssen  geschützt und museal aufbereitet.